# المنت حرارتی

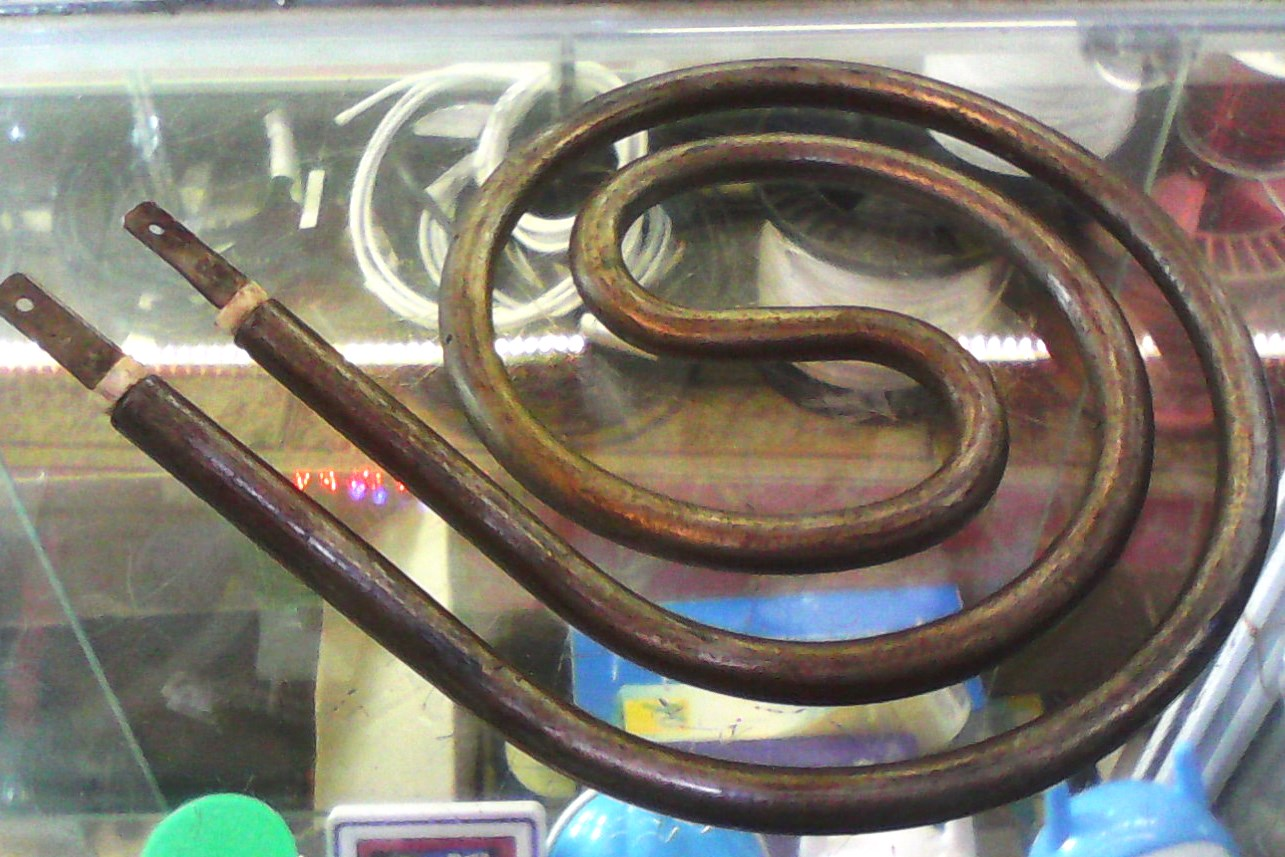
نگاره‌ای از یک‌نوع المنت حرارتی

المنت حرارتی یا المنت گرمایی یک سیم دارای مقاومت الکتریکی است که به دور یک استوانهٔ عایق نارسانا از جنس سرامیک یا خاک نسوز پیچیده شده‌است و گذشتن جریان برق از آن گرما تولید می‌کند. این مقاومت‌ها از جنس کُروم و نیکل (نیکروم) یا ترکیبات الوکروم ساخته می‌شوند و با توان‌های مختلف در بازار موجودند.
بیشتر المنت‌ها را از جنس نیکروم ۸۰/۲۰ می‌سازند (۸۰٪ نیکل، ۲۰٪ کرومیوم). این ماده از این نظر که مقاومت الکتریکی بالایی دارد و هنگام نخستین گرم‌شدن روی خودش لایهٔ چسبنده‌ای از اکسید کروم تشکیل می‌دهد که مانع اکسیدشدن بخش‌های داخلی و سوختن یا شکستن آن می‌گردد مطلوب است.

## انواع المنت
- المنت میله‌ای
- المنت فلنج دار
- المنت کمربندی
- المنت کویل هیتر
- المنت شیشه‌ای
- المنت فشنگی
- المنت سرامیکی
- المنت تابشی
- المنت تسمه ای سر نازل
- المنت فین دار و پولکی
- المنت تابشی
- المنت تیتانیومی

- المنت میکایی[۶][۷]

## ویژگی المنت حرارتی کروم آلومل
المنت‌های ساخته‌شده از آلیاژ کروم-آلومل شامل 25 درصد کروم و 6 درصد آلومینیوم هستند و بخش باقی‌مانده آن‌ها از آهن تشکیل شده است. به همین خاطر، در بازار به این نوع المنت‌ها اصطلاحاً "المنت بگیر" اطلاق می‌شود که نشان‌دهنده خاصیت جذب آهن‌ربا است؛ هرچند این نامگذاری بیشتر جنبه عامیانه دارد و از نظر فنی دقیق نیست. این المنت‌ها توانایی تحمل دماهای تا 1400 درجه سانتی‌گراد را دارند و نقطه ذوب آن‌ها برابر با 1500 درجه سانتی‌گراد است. با این حال، حداکثر دمای قابل استفاده برای کوره‌هایی که از این المنت‌ها بهره می‌برند نباید بیش از 1250 درجه سانتی‌گراد باشد. باید توجه داشت که این حرارت مربوط به شرایطی است که اتمسفر کوره عادی باشد. در صورت تغییر نوع اتمسفر داخل کوره، لازم است تأثیر آن بر روی عملکرد المنت مطابق با راهنمای مربوطه بررسی شود؛ به عنوان مثال، اگر فضای داخل کوره تحت شرایط خلا قرار گیرد، حداکثر دمای مجاز تا حدود 900 درجه سانتی‌گراد کاهش می‌یابد و اگر دما فراتر رود، احتمال تبخیر المنت وجود دارد.